# Индийская тупайя
Индийская тупайя (лат. Anathana ellioti) — млекопитающее семейства тупайевых. Видовое название дано в честь шотландского натуралиста Уолтера Эллиота. Это единственный представитель рода Anathana, который отличается от остальных видов покрытыми волосами ушами и деталями в строении черепа и зубов.

## Описание
Длина тела от 18 до 20 см, хвост такой же длины, а масса составляет примерно 160 г. Окрас шерсти верхней части тела от красноватого до желтоватого цвета, иногда с белёсым рисунком, особенно на светлых плечевых полосах. Нижняя часть тела, в основном, светлее.

## Распространение
Индийская тупайя распространена в Индии к югу от Ганга и имеет, таким образом, самую западную область распространения из всех тупай. Её местообитания — это леса и скалистые местности. Избегает человеческих поселений.

## Образ жизни
Активна днём, скрываясь ночью в расщелинах скал или пещерах. Может хорошо лазать, однако, редко влезают на деревья, предпочитая скалистую местность. Живут поодиночке. Питание состоит из насекомых, таких как бабочки и гусеницы, а также муравьёв и плодов.